# Зейтун (гавар)
Зейтун, город в Киликии, в провинции Зейтун, центр провинции Зейтун. Расположен в 38 км к северо-западу от Мараша, в труднодоступной горной местности, в долине реки Джахан (Пирамос). До 1920 года входил в состав санджака Мараш вилайета Алеппо, а с 1980 года в турецкой провинции Мараш. В настоящее время город переименован в Сулейманлы.

## История
После падения Багратуни (1045 г.) в районе Зейтуна семь армянских семей, переселившихся из Ани, поселились в Шехирчоке, дав ему название «Ани-Дзор». Территория вошла в состав Армянского государства Киликия в 1080-1375 гг. Население увеличилось за счет переселения армян из Ширака, а основная масса прибыла из Киликии после падения Армянского государства (1375 г.).
В 1517 году Зейтун принял турецкое гражданство, пообещав платить налоги Высокой Двери (5000 куруш). В 1626-1627 годах турецкий султан Мурад IV, опасаясь джалальского движения, чтобы склонить на свою сторону армян Зейтуна, дал ему провозглашение полунезависимости (ферман), согласно которой они должны были платить только 15 000 куруш налогов.
В XVI-XVIII веках Зейтун управлялся по принципу военной демократии. Провинцией управляли четыре правящих дома (князья): Шоврояны, Ягубяны, Ени-Дуняны и Суреняны. Четыре района Зейтуна, которыми они правили по наследству, были названы в честь этих домов. Вопросы, касающиеся всей провинции, решал управляющий совет, где право последнего слова сохранялось за старшим князем и архиепископом Зейтунским. До второй половины XIX века турецкое господство над Зейтуном было номинальным, армяне провинции отстаивали свой полунезависимый статус, запрещая иностранцам входить в свои границы.
В 1865 году в Зейтуне было установлено турецкое правительство, правящие права были упразднены.
Несмотря на прокламацию Мурада IV, окружающие турки, особенно правители Мараша, всегда пытались вторгнуться и подчинить себе провинцию. Такие попытки предпринимались в 1780, 1808, 1819, 1829, 1835 годах, но всегда заканчивались победой горцев.
Турция не приняла полунезависимый статус Зейтуна и в 1860-х годах обязалась упразднить независимость провинции и разрушить Зейтун. В 1862 г. вспыхнуло Зейтунское восстание против турок, закончившееся победой. Несмотря на это, султан Абдул-Меджид добился ликвидации полунезависимости провинции, а жители облагались тяжелым налогом. В ответ на насилие турок в 1878 году вспыхнуло новое восстание, которое возглавил князь Папик из династии Ени-Дуньян. Бои, длившиеся около двух лет, закончились взаимными уступками. Община Зейтун продолжала существовать, но на холме, контролирующем город, турки построили казарму и стали преследовать горцев. В 1895-1896 годах жители Зейтуна самоотверженно сопротивлялись гамидовской резне. Бои самообороны возглавил 75-летний князь Газар Шовроян. Эти сражения закончились вмешательством консулов европейских государств. В 1780-1909 годах Зейтун 41 раз сопротивлялся турецким войскам, вписав героические страницы в историю армянской освободительной борьбы.

## Геноцид
В марте 1915 года армян Зейтуна насильственно переселили, загнали в пустыню Дейр-эз-Зор, а город предали огню. Часть жителей была вырезана, оставшиеся в живых депортированы в разные страны. После поражения Турции Франция оккупировала Киликию. 1500 выживших жителей Зейтуна вернулись в свои дома. В 1921 году, когда Франция передала Киликию Турции, Зейтун окончательно лишился армян.